# Intelsat 706
O Intelsat 706 (também conhecido por IS-706 e Intelsat 7-F6) foi um satélite de comunicação geoestacionário construído pela Space Systems/Loral (SSL). Ele esteve localizado na posição orbital de 157 graus de longitude leste e era operado pela Intelsat, empresa sediada atualmente em Luxemburgo. O satélite foi baseado na plataforma LS-1300 e sua vida útil estimada era de 15 anos. O satélite saiu de serviço em novembro de 2014 e foi transferido para a órbita cemitério.

## Lançamento
O satélite foi lançado com sucesso ao espaço no dia 17 de maio de 1995, às 06:34:00 UTC, por meio de um veículo Ariane 44LP a partir do Centro Espacial de Kourou, na Guiana Francesa. Ele tinha uma massa de lançamento de 4.180 kg.

## Capacidade e cobertura
O Intelsat 706 era equipado com 26 transponders em banda C e 14 em banda Ku. Ele esteve estacionado sobre o Oceano Atlântico e tinha a capacidade de transmitir 110.000 ligações telefônicas simultaneamente.